# Стальной ангел
Стальной ангел — главная национальная премия России в области альпинизма для женских команд. Вручается ежегодно за лучшее восхождение по итогам года наряду с премией Золотой ледоруб России.
Статуэтка «Стального ангела» выполнена из соединенных между собой пяти заготовок для ледорубов, к которым приварены клювы ледовых молотков, изображающие крылья. Венчает статуэтку голова ангела с нимбом из бойка ледового инструмента. Первый «Стальной Ангел» был установлен на деревянной основе из массива итальянской сосны. Затем из Италии стала приезжать только статуэтка, а деревянную основу для неё изготавливали в России. Впоследствии её заменили на постамент из камня, добытого в Безенги.

## История

##### Награды в альпинизме
На заре советского альпинизме с целью его популяризации существовала награда Альпинист СССР 1 и 2 ступеней. Позже наградная система сменилась разрядной, знаки отличия «Альпинист СССР II ступени» и «Альпинист СССР I ступени» были упразднены, их заменили на «Альпинист СССР», который стал знаком начального уровня этого вида спорта. И хотя существовали различные титулы, такие как «Снежный барс» (за восхождения на все семитысячники СССР), основным показателем заслуг в советском альпинизме служили спортивные звания.
Мировой альпинизм никогда не был соревновательным. Все выдающиеся мировые достижения отмечались и отмечаются наградами в различного уровня конкурсах и грантах, самой престижной из которых считается Piolet d’Or (Золотой ледоруб).
После перестройки также начали происходить реформы в российском альпинизме. Хотя в нём по-прежнему остаётся система присвоения разрядов и званий, в 2007 году Федерация альпинизма России (ФАР) совместно с журналом «РИСК онсайт» учредила премию Золотой ледоруб России.
Михаил Кузнецов, обозреватель телекомпании «Мир», дал оценку премии:

Альпинисты сравнивают свою профессиональную премию с «Оскаром». Жюри считает не очки и секунды, а смотрит, скорее, на исполнение. Как в фигурном катании — отдельные баллы за артистизм. Чтобы победить, нужно пройти маршрут, который ранее не был нанесен на карты.— 

##### Женский российский альпинизм
Термин «женский альпинизм» исторически появился в России в результате запрета на восхождения женским составом, введённым после трагедии на пике Ленина, когда погибла вся женская команда из 8 человек под руководством Эльвиры Шатаевой. С тех пор «женский альпинизм» в СССР и России развивался, однако совершать восхождения в «чисто» женской группе удавалось только единицам. Участвовать в соревнованиях и чемпионатах по альпинизму, чтобы завоевать мастерские баллы, женщинам приходилось в общем зачете наравне с мужчинами.
В конце 1990-х — начале 2000-х гг. с этой системой активно боролась Елена Наговицина, ставшая на тот момент по праву лидером женского альпинизма, каким в свое время являлась Эльвира Шатаева. Ей удалось добиться введения Федерацией альпинизма России заочного женского кубка по альпинизму, который являлся не чемпионатом, а конкурсом, оценивающим лучшие женские восхождения, совершенные за год. Заочный женский кубок ФАР 2006 года стал первым шагом к основной цели — разделения чемпионатов России по альпинизму на мужской и женский зачёты, как во всех остальных вида спорта.
В 2007 году Елена Наговицина погибла в Фанских горах во время восхождения на вершину Бодхона. Второй женский кубок ФАР в том году все же состоялся, благодаря инициативе российских альпинисток, одна из которых — Ирина Морозова, взяла на себя задачу дальнейшего развития «женского альпинизма», выступив на ежегодной конференции Федерации альпинизма России с предложением вместо заочного конкурса провести очные соревнования среди женских команд. В 2008 году в Узунколе состоялся первый в истории России фестиваль по альпинизму мирового уровня. В его программу наряду с чемпионатом России и Первенством СНГ по альпинизму был включен очный женский Кубок ФАР.

##### Идея «Стального Ангела»

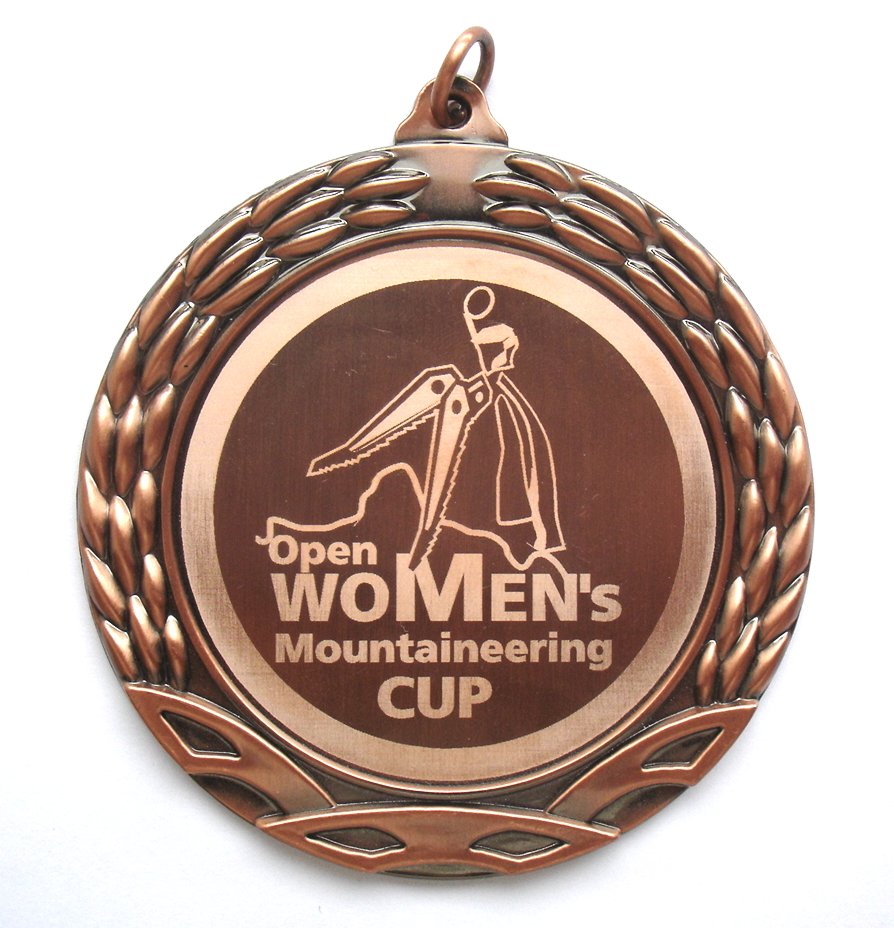
Медаль первого Очного женского кубка по альпинизму в Узунколе. В эскизе эмблемы изображен прототип нынешнего «Стального Ангела».

С целью создания наградного кубка, который стал бы не менее значимым для российских альпинисток, чем медали и мастерские баллы, был объявлен кастинг на лучшую идею. Первоначально предлагался вариант сделать кубок из титана, в качестве альтернативы различного рода «золотым» кубкам и наградам.
Со стороны outdoor-сообщества поступил ряд идей. В конечном итоге, наградой для женского кубка по альпинизму в Узунколе стал вариант «Стального ангела», который изготовила итальянская компания Grivel, производящая оборудование для альпинизма и ледолазания. Её идея принадлежала Лиане Даренской, редактору журнала «РИСК-Онсайт», Аркадию Клепинину, представителю Grivel в России и Ирине Морозовой, инициатору и организатору соревнований. Прототипом послужила небольшая статуэтка ангела, выполненная из стальных клювов ледовых молотков одним из итальянских арт-дизайнеров, и подаренная в российский музей истории Grivel.

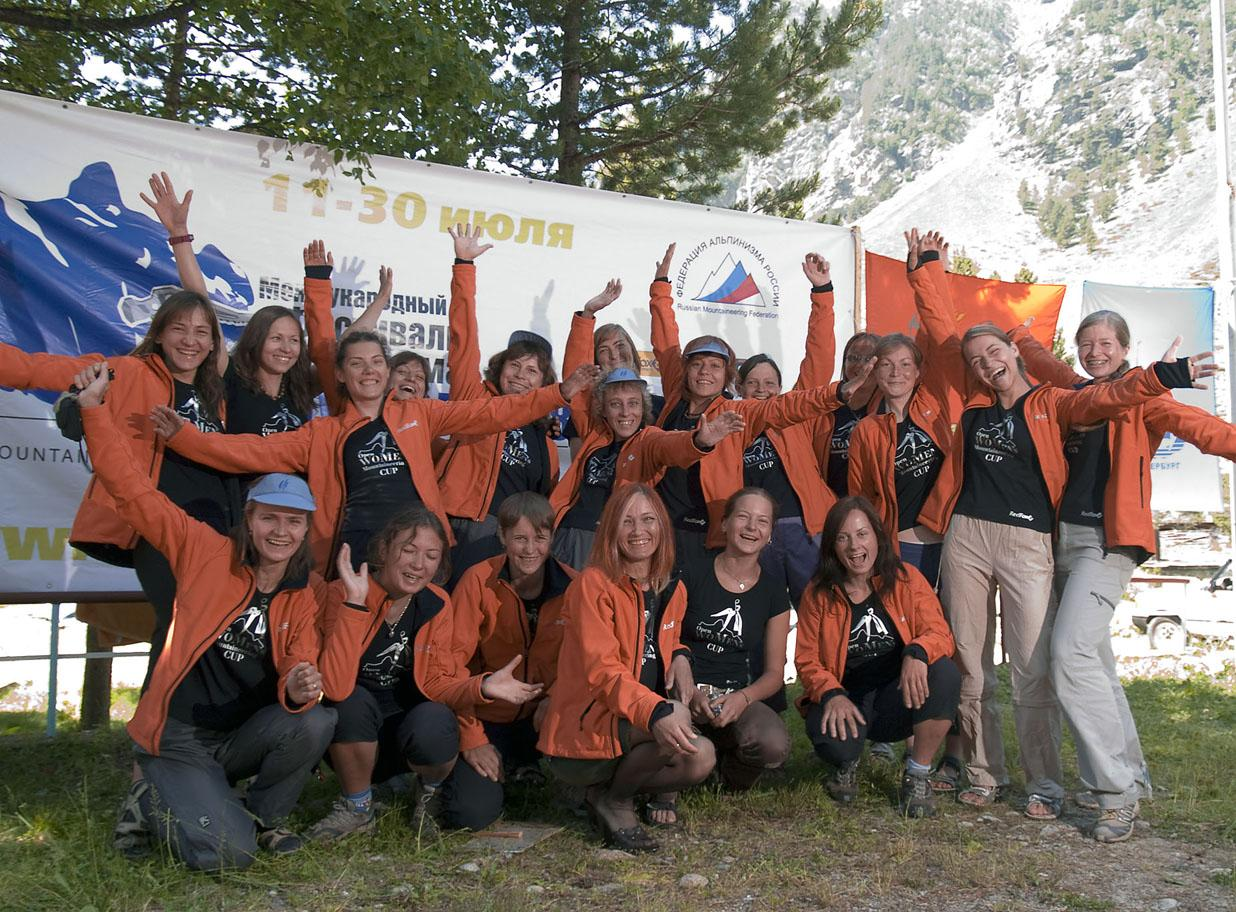
Участницы Очного женского кубка по альпинизму в Узунколе, 2008

Первый «Стальной Ангел» достался победительницам Очного женского кубка по альпинизму в Узунколе — Екатерине Матюшевской и Анастасии Ермишиной. Премию вручал Юрий Кошеленко, обладатель главной международной награды в области альпинизма Piolet d’Or (Золотой ледоруб).

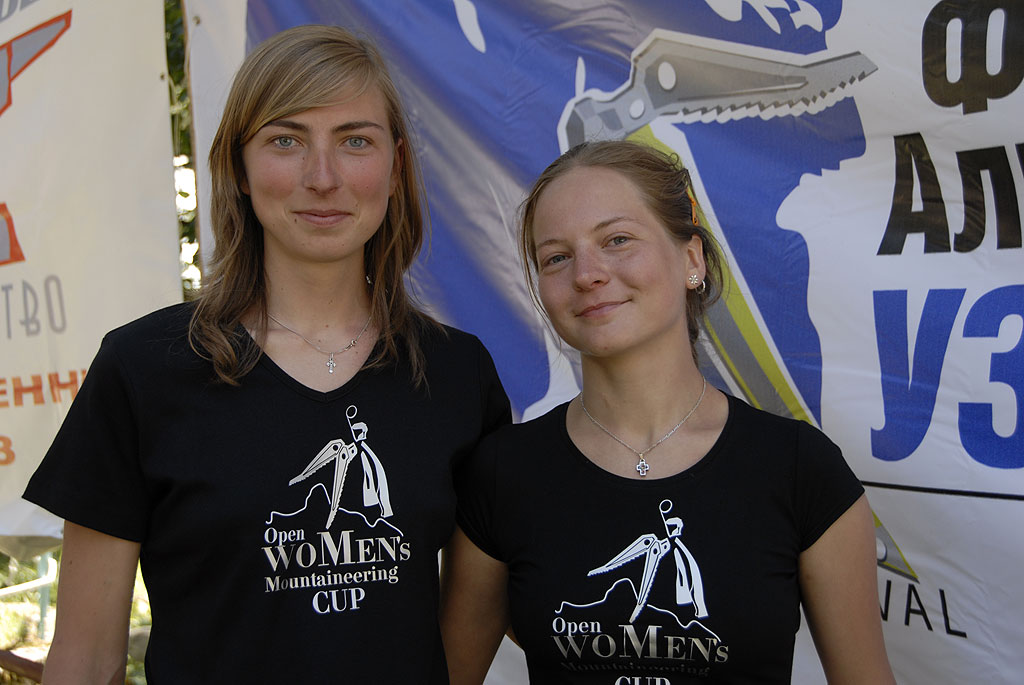
Обладательницы первого приза Стальной Ангел 2008 — Екатерина Матюшевская и Анастасия Ермишина

В том же 2008 году Федерацией альпинизма России (ФАР) было принято два решения: ввести отдельный женский зачёт в чемпионатах России по альпинизму и учредить ежегодную национальную премию «Стальной Ангел». С 2009 года награду стали вручать на Торжественном вечере ФАР вместе с премией Золотой ледоруб России. Обладательницами первой премии по итогам года и второго по счету «Стального Ангела» стали Марина Коптева и Анна Ясинская за восхождение на Асан.

## Концепция награды
Основной целью премии, как и в «мужском» Золотом ледорубе России, является популяризация и развитие женского альпинизма, его информационное освещение и пропаганда, пропаганда этики горовосхождений и бережного отношения к горам и будущим восходителям.
Основными критериями оценки номинантов на вручение премии являются помимо сложности совершённых восхождений их стиль, красота и женственность.
Процедура отбора и определения номинантов премии предполагает формирование общего списка альпинистских проектов, совершённых женскими командами в течение года (в него могут быть включены команды стран бывшего СССР).
Победителей определяет экспертное жюри по итогам закрытого голосования. Награждение происходит на ежегодной торжественной церемонии Федерации альпинизма России.
В 2010 году была попытка определять победительниц как в «Золотом ледорубе России» по итогам голосования представителей команд-номинантов (по «гамбургскому счёту») во время торжественной церемонии ФАР, но в последующие годы снова вернулись к методу экспертной оценки.
Премия вручается исполнительным директором ФАР либо приглашенными на вечер звездами российского и мирового альпинизма. Так, в 2019 г. «Стального Ангела» вручал Нирмал Пурджа, — мировой рекордсмен, выполнивший программу Q-14 (восхождение на все восьмитысячники мира) за 6 месяцев и 6 дней

## Лауреаты
2008 — Екатерина Матюшевская и Анастасия Ермишина (за восхождения в рамках женского Кубка ФАР)
2009 — Марина Коптева и Анна Ясинская (пик Асан по Северо-Западной стене, маршрут Мороза)
2010 — Марина Коптева (Морчека, маршрут «Центр», соло)
2011 — Наталья Прилепская и Марина Нечаева (пик Асан по левой части западной стены, маршрут Погорелова)
2012 — Полина Галацевич и Ирина Бакалейникова (Замин-Карор, 1-я Западная по Северо-Западной стене, маршрут Капитанова)
2013 — Марина Коптева, Галина Чибиток и Анастасия Петрова (Тенгкампоче, маршрут «Война за любовь», первопрохождение)
2014 — Марина Попова, Екатерина Матюшевская, Александра Ментовская, Полина Галацевич (Каравшин, пик 4810, маршрут Овчаренко)
2015 — Марина Попова, Олеся Бабушкина, Юлия Борисова, Александра Ментовская (пик Блока по Западной стене, маршрут Гунько)
2016 — Ирина Морозова — за вклад в развитие женского альпинизма
2017 — Марина Коптева и Галина Чибиток (Китай, вершина Камайлонг, маршрут «По дороге к Амстердаму», первопрохождение
2018 — Алёна Панова, Екатерина Репина, Надежда Оленёва (Тункинские гольцы, Чертолен-Горхон, пик Оптимист по Восточному ребру, первопрохождение)
2019 — Наталья Теплова, Ольга Лукашенко (Пти-Жорас, Северо-Западная стена, комбинация маршрутов Anouk (М. Пьола и В. Спрунгли, 1990) и Contamine (А. Контамин, П. Лабрун, М. Брон, 1955))
2020 — премия не вручалась в связи с пандемией COVID-19
2020-2021 — Надежда Оленёва, Марина Попова и Мария Дюпина (пик высотой 4818 метров, Каравшин)

## Информационные партнеры
Информационными партнерами премии являются все крупнейшие в России outdoor-издательства, специализирующиеся на горной тематике (журналы «Горы», «РИСК Онсайт», «Вертикальный мир», «Спорт-экспресс» и др.)